# Mel Arnold
Pour les articles homonymes, voir Arnold.
Mel Arnold, né en 1958 à Blind Bay (Colombie-Britannique), est un entrepreneur et homme politique canadien qui représente la circonscription de Okanagan-Nord—Shuswap à la Chambre des communes du Canada de 2015 à 2025 et de Kamloops—Shuswap—Central Rockies depuis 2025. 

## Biographie
Arnold est actif sur les conseils d'administration des organismes à vocation environnementale tel que la BC Wildlife Federation et la Canadian Wildlife Federation avec laquelle il occupe la fonction de président de l'organisme pendant deux mandats. Avant d'entamer une carrière politique, il agit comme conseil environnemental de Salmon Arm pendant huit ans. En 2010, il est nommé au groupe de travail sur les espèces en péril du gouvernement britanno-colombien.

### Carrière politique
Avant d'être élu à la Chambre des communes, il se présente à l'investiture pour le Parti libéral de la Colombie-Britannique dans la circonscription provinciale de Shuswap aux élections générales britanno-colombiennes de 2013, mais il perd contre Greg Kyllo (en). Quand Colin Mayes ne se représente pas en 2015, Arnold se présente pour le Parti conservateur du Canada dans la circonscription et il gagne le siège avec 39,3 % des voix. Il est réélu lors des élections fédérales canadiennes de 2019.
Il vote en faveur du projet de loi C-233 qui modifie le code criminel en matière d'avortement sexo-sélectif en rendant punissable les médecins pratiquant un tel acte en connaissance de cause.

## Résultats électoraux
|       | Candidat          | Parti        | # de voix | % des voix |
|       | Mel Arnold        | Conservateur | +27 490,  | 39,3 %     |
|       | Cindy-Jean Derkaz | Libéral      | +20 949,  | 29,95 %    |
|       | Jacqui Gingras    | NPD          | +17 907,  | 25,6 %     |
|       | Chris George      | Vert         | +03 608,  | 5,16 %     |
| Total | Total             | Total        | 69 954    | 100 %      |